# Aleksey Vasilyevich Sukletin
Aleksey Vasilyevich Sukletin (tiếng Nga: Алексе́й Васи́льевич Сукле́тин; 23 tháng 3 năm 1943 – 29 tháng 7 năm 1987) là một kẻ giết người hàng loạt, tội phạm hiếp dâm và ăn thịt người Xô viết. Trong khoảng thời gian từ năm 1979 đến 1985 (Theo một số tài liệu khác ghi nhận, từ năm 1981 đến 1985), cùng với các đồng phạm là Madina Shakirova và Anatoly Nikitin, hắn đã giết và ăn thịt tổng cộng bảy nạn nhân trong số đó toàn bộ là phụ nữ và trẻ em gái tại vùng Tatarstan, Liên Xô.